# Списък на политическите партии в Турция
Турция има многопартийна система.

## Парламентарно представени партии
| Партия                                 | Места в Меджлиса (ноември 2015) | Идеология               |
| -------------------------------------- | ------------------------------- | ----------------------- |
| Партия на справедливостта и развитието | 317                             | Консерватизъм           |
| Републиканска народна партия           | 134                             | Кемализъм               |
| Демократична партия на народите        | 59                              | Демократичен социализъм |
| Партия на националното действие        | 40                              | Национализъм            |

## Извънпарламентарни партии
- Кюрдска работническа партия (забранена)
- Работническа партия на Турция

## Закрити партии
- Партия за демократично общество